# Richard Wright (escritor)
Richard Nathaniel Wright, conhecido como Richard Wright (Roxie, Mississipi, Estados Unidos, 4 de setembro de 1908 - Paris, França,  28 de novembro de 1960), foi um escritor estadunidense. Dono de uma prosa impressionante, usou-a para tratar de temas ligados a questões raciais, de gênero, política e à luta pelas liberdades civis. Foi o primeiro autor negro a ter uma obra incluída entre os best-sellers. 
Wright escreveu diversos livros, mas durante toda sua vida, ele foi, e ainda é, costumeiramente associado a três de suas obras, escritas por volta dos seus 30 anos de idade, antes de deixar os Estados Unidos e se mudar para a França, em 1946. Uncle Tom's Children, uma coletânea de histórias contundentes, introduziu o chamado protest writing na literatura afro-americana. Seu controverso romance Native Son se tornou uma escolha frequente para livro do mês, em clubes de leitura, e vendeu 250 mil cópias. Já a sua narrativa autobiográfica Black Boy, também uma das escolhas favoritas como livro do mês, vendeu incríveis 500 mil cópias e, em 29 de abril de 1945, foi o livro mais vendido nos Estados Unidos. Nenhum escritor negro jamais havia alcançado vendas de tal magnitude.. 
Richard Wright é retratado em um dos livros de James Campbell, Exiled in Paris, retrata os anos de exílio de Wright na França - um período em que ele, acostumado a sofrer humilhações diárias em seu próprio país, foi afinal tratado como um grande homem de letras.

## Biografia

### Infância e juventude
Richard Nathaniel Wright nasceu em 4 de setembro de 1908, em uma plantação de algodão perto de Natchez, Mississippi. Seus avós eram escravos, e ele era o mais velho de dois filhos de Nathaniel Wright, agricultor analfabeto, e Ella Wilson, professora. Seu irmão mais novo, Leon Alan, nasceu em 1910. A infância deles foi tumultuada e difícil. A família enfrentou terríveis dificuldades econômicas no sul rural racialmente segregado, e quando Wright tinha apenas seis anos, seu pai os abandonou. Os dois meninos foram brevemente enviados para um orfanato, e mais tarde alojados com seus avós abusivos depois que sua mãe ficou paralisada devido a um derrame, quando Wright tinha 10 anos.
Uma das primeiras e mais influentes memórias do escritor, descrita em sua autobiografia, Black Boy, foi um acidente que ocorreu na casa de seus avós. Apenas um menino então, Richard foi espancado por sua mãe até ficar inconsciente, depois de, não intencionalmente, jogar algumas cerdas de vassoura na lareira e fazer com que, primeiro as cortinas próximas, e depois a casa inteira queimassem completamente. Depois da violência deste dia, passou a não confiar mais em sua mãe, e começou a buscar sua própria identidade por meio da força do indivíduo, um tema que se tornou importante em seus escritos.
Em 1917, com apenas oito anos de idade, Wright e seu irmão foram levados pela mãe para morar com uma tia e um tio, Maggie e Silas Hopkins. Pela primeira vez em suas vidas os meninos se viram bem alimentados, e encontraram uma figura paterna em seu tio, um empresário bem-sucedido que fornecia materiais de construção para a comunidade negra em Elaine, Arkansas. Mas uma tragédia adicional abalou os meninos, quando Silas foi baleado e linchado por um homem branco que ficou impune, e levou Wright a se impressionar com a injustiça e a complexidade da natureza humana.
Novamente indo morar com seus avós, agora em Jackson, Mississippi, Richard não encontrou praticamente consolo algum: eles ainda culpavam Wright pelo incêndio acidental que havia queimado sua casa e, embora lhe fosse permitido frequentar a escola, seus avós batiam no menino e em seu irmão com frequência, doutrinando ambos com sua devota e ardente marca de religião. Wright, porém, sobreviveu, concentrando-se na escola, onde veio a se destacar. 
Em 1925, com 15 anos, Wright foi o orador de sua turma de formatura, e publicou sua primeira história, The Voodoo of Hell’s Half-Acre, no Southern Register. No mesmo ano, ele partiu sozinho para Memphis, Tennessee, onde, enquanto trabalhava como lavador de pratos e entregador, começou a ter contato com os livros, aos quais ele teve acesso graças ao cartão de biblioteca de um colega de trabalho branco. Foi influenciado pelas obras de H.L. Mencken, jornalista cofundador da revista The American Mercury, dono de frases como “Todo homem deve ter vergonha do governo sob o qual vive” e “Democracia é a crença patética na sabedoria coletiva da ignorância individual”. Conforme Wright explicou em Black Boy, foi Mencken quem lhe mostrou como as palavras podem ser usadas como armas. 

### Chicago e Nova Iorque
Em 1927, Wright e sua tia Maggie se mudaram para Chicago, Illinois. Foi onde escreveu seu primeiro romance, Lawd Today!, que foi rejeitado pelos editores durante sua vida, e não foi publicado até 1963, após sua morte. Um ano depois, Wright começou a trabalhar para os correios. Ele se viu atraído pelo Partido Comunista e suas ideias sobre igualdade. Publicações comunistas como as revistas Left Front e New Masses começaram a publicar algumas das poesias radicais escritas por Wright.  
Em 1937, Wright se mudou para Nova Iorque, onde foi nomeado coeditor do jornal comunista New Challenge. Um ano mais tarde, sua obra Uncle Tom’s Children: Four Novellas foi publicado e recebido com aclamação da crítica especializada. Ele logo escreveu Native Son (1940) e também sua obra autobiográfica Black Boy: A Record of Childhood and Youth (1945), ambos igualmente recebidos com igual reação positiva da crítica. 
Em 1939, enquanto vivia em Nova Iorque, Wright se casou, tendo como seu padrinho Ralph Ellison, com a professora de dança moderna de ascendência russa judaica Dhima Rose Meadman, de quem se separou apenas um ano depois. Ele então se casou novamente, desta vez com Ellen Poplar, uma colega membro do Partido Comunista. Juntos, eles tiveram duas filhas, Julia, nascida em 1942, e Rachel, nascida em 1949. Eventualmente, Wright acabou deixando o Partido Comunista.  
Ao longo da década de 1940, Richard viajou por todos os Estados Unidos, dando palestras enquanto continuava a escrever e a passar o tempo junto a sua família em Nova Iorque. Então, em 1946, viajou por toda a Europa, continente no qual passou a maior parte do seu tempo na França, para onde viria a se mudar posteriormente. 
Em 1945, Wright declarou, sobre sua juventude: "Meus dias e noites eram um sonho longo, silencioso e continuamente contido de terror, tensão e ansiedade."

### "Exílio"em Paris
Em 1947, com 38 anos, Wright se mudou com sua esposa para Paris, com a ajuda da escritora Gertrude Stein, para escapar da humilhação que ambos enfrentavam como um casal interracial em Nova Iorque, e para buscar uma atmosfera na qual pudesse explorar o significado de ser humano, sem a necessidade de carregar uma bagagem racial. 
Alguns críticos americanos se referem ao período que Wright passou em Paris como seus "anos de exílio". Grande parte afirmou que viver no exterior foi ruim para sua escrita, e que fazer isso acabou não apenas por afastá-lo da realidade da América contemporânea, como também de suas raízes e da raiva que alimentava a sua escrita. Antes mesmo que pudesse deixar o país, Wright foi cercado por um coro de amigos e conhecidos, que o aconselharam, nos termos mais fortes possíveis, a não ir. 
Para Wright, foi doloroso perceber que quase ninguém entendeu por que ele queria ir embora. Cansado dos insultos diários e das humilhações mesquinhas, cansado de viver no limite dos nervos, o escritor acreditava que precisava se ver livre, se quisesse se expandir. Ele queria descobrir quem ele era em um país que lhe permitisse ser um ser humano completo, e testar seus próprios limites, sem a necessidade de ficar confinado a escrever sobre a experiência negra.
Por outro lado, seu exílio na França aumentou muito sua reputação entre leitores estrangeiros, além de suas oportunidades de intercâmbios intelectuais com escritores africanos e europeus. Em The Outsider (1953), um romance marcado pelo crescente interesse do autor no existencialismo, e seu pensamento revisado sobre comunismo e fascismo, Wright buscou demonstrar como a liberdade de responsabilidades sociais pode servir como uma força poderosa na arte. Ele descobriu, em Savage Holiday (1954) e em The Long Dream (1958), que a liberdade genuína envolve tremendas obrigações morais. 
Durante seus treze anos de exílio, o escritor criou diversos escritos políticos e de literatura. Black Power (1954) retratou convincentemente sua investigação do movimento de independência na Costa do Ouro, mais tarde Gana. The Color Curtain (1956) foi um relatório envolvente sobre a Conferência de Bandungue de 1955, realizada na Indonésia, onde nações asiáticas e africanas debateram seus futuros na ordem global. Em Pagan Spain (1957), Wright especulou sobre a coexistência pacífica do fascismo de Franco e do catolicismo romano. Também sua coleção de palestras, White Man, Listen! (1957), foi profética ao tratar da modernização e do resíduo do colonialismo. Wright também voltou a escrever poesia, criando aproximadamente 4.000 haicais, 817 dos quais foram publicados em Haiku: This Other World (1998). 

### Morte
Richard Wright morreu aos 52 anos de idade, vitimado por um ataque cardíaco, em 20 de novembro de 1960. Hoje, o autor e escritor é considerado um dos gigantes literários da história, independentemente da raça, se tornando o primeiro autor negro mainstream. 
Sua obra A Father's Law, que explorou questões de direito e de moralidade, inacabado, foi publicado postumamente, em 2008.Outras obras publicadas após a morte de Wright foram Eight Men (1961), Lawd Today! (1963), American Hunger (1977) e Rite of Passage (1994). Além disso, as versões não censuradas de todas as suas obras foram publicadas em 1991.
Após a sua morte, Richard Wright foi cremado junto de uma cópia de sua autobiografia, Black Boy. Seu corpo está enterrado no Cemitério Père Lachaise, em Paris.

## Obras
Richard Wright é reconhecido como um do mais importantes romancistas e ensaístas do século XX. Ele se tornou mais famoso por suas várias obras que retratam a dura realidade da vida dos negros estadunidenses, às voltas com as leis Jim Crow, que impunham a segregação racial no sul dos Estados Unidos. Suas obras mais conhecidas são a coletânea de histórias curtas Uncle Tom's Children (1938), o romance Native Son (1940) - o primeiro best-seller de um escritor negro nos EUA, posteriormente adaptado para teatro na Broadway, com produção de John Houseman e Orson Welles - e a sua autobiografia, Black Boy (1945).
Em Portugal, Native Son foi publicado em 1940, ano do lançamento do texto original nos Estados Unidos. Os Filhos do Pai Tomás, tradução de Uncle Tom's Children, de 1938, foi publicado em 1958. Já Black Boy, de 1945, veio a ser publicado no país em 1968, sob o título Um Negro que Quis Viver. No Brasil, Native Son foi traduzido como Filho nativo e publicado duas vezes - em 1967 e em 2024.

### Coletâneas
- Richard Wright: Early Works (Arnold Rampersad, ed.) (Library of America, 1989),
- Richard Wright: Later Works (Arnold Rampersad, ed.) (Library of America, 1991).

### Drama
- Native Son: The Biography of a Young American com Paul Green  (New York: Harper, 1941)

### Ficção
- Uncle Tom's Children (New York: Harper, 1938)
- The Man Who Was Almost a Man (New York: Harper, 1939)
- Native Son (New York: Harper, 1940)
- The Outsider  (New York: Harper, 1953)
- Savage Holiday (New York: Avon, 1954)
- The Long Dream (Garden City, New York: Doubleday, 1958)
- Eight Men (Cleveland and New York: World, 1961)
- Lawd Today (New York: Walker, 1963)
- Rite of Passage (New York: Harper Collins, 1994)
- A Father's Law (London: Harper Perennial, 2008)

### Não Ficção
- How "Bigger" Was Born; Notes of a Native Son (New York: Harper, 1940)
- 12 Million Black Voices: A Folk History of the Negro in the United States (New York: Viking, 1941)
- Um negro que quis viver - no original Black Boy (New York: Harper, 1945)
- Black Power (New York: Harper, 1954)
- The Color Curtain (Cleveland and New York: World, 1956)
- Pagan Spain (New York: Harper, 1957)
- Letters to Joe C. Brown (Kent State University Libraries, 1968)
- American Hunger (New York: Harper & Row, 1977)
- Black Power: Three Books from Exile: "Black Power"; "The Color Curtain"; and "White Man, Listen!" (Harper Perennial, 2008)

### Ensaios
- The Ethics Of Living Jim Crow: An Autobiographical Sketch (1937)
- Introduction to Black Metropolis: A Study of Negro Life in a Northern City (1945)
- I Choose Exile (1951)
- White Man, Listen! (Garden City, New York: Doubleday, 1957)
- Blueprint for Negro Literature (New York City, New York) (1937)[16]
- The God that Failed (contributor) (1949)

### Poesia
- Haiku: This Other World (eds. Yoshinobu Hakutani e Robert L. Tener; Arcade, 1998, ISBN 0-385-72024-6)
  - re-impresso (brochura): Haiku: The Last Poetry of Richard Wright (Arcade Publishing, 2012).